# Култ Светог Саве на простору данашње Црне Горе
Култ Светог Саве на простору данашње Црне Горе има своју дубљу историју. Огледа се у црквама посвећеним Светом Сави (14 храмова на територији Црне Горе), његовом спомену у старијим и новијим црквеним календарима, позивање на њега од стране владара, бројне народне легенде о њему, његово име у називима извора, планинских врхова..., у Савици, посту њему посвећеном, као и у ранијим и данашњим црквено-народним прославама на Савиндан.

## Свети Сава, оснивач зетског владичанства
Иако је познато да је Сава при добијању црквене самосталности 1219. године, у Зети основао једно од првих владичанстава српске цркве, није сасвим сигурно утврђено мјесто гдје је било сједиште владике. Данас је најучесталије мишљење да је то био манастир архангела Михаила на Михољској превлаци. Постоје и друге претпоставке. По Доментијану, на којег се позива Иван Јастребов, владичанство Зете, Свети Сава је основао при цркви Архангела Михаила близу Дрима. Чедомир Марјановић наводи податак да Иван Јастребов и Павле Ровински сматрају да светосавско владичанство (храм Светог Михаила) није било на Михољској превлаци него га треба тражити у околини Подгорице. Лазар Томановић је навео неколико мишљења о томе. Записао је да је Јастребов сматрао да је то мјесто Златица код Подгорице. Према предању које вјековима чувају припадници племена Куча, назив Златици је дао Свети Сава, а тај назив се и до наших дана одржао, као што, уосталом, постоји и Савин поток у непосредној близини манастира. Друго мишљење су дијелили владика Герасим Петрановић и архимандрит и историчар Иларион Руварац, да је сједиште било у Боки которској, а митрополит Митрофан Бан је имао треће мишљење. Доментијан спомиње мјесто Дреп, по коме су и Митрофан и Јастребов хтјели да одреде мјесто. У доба Томановића није познато у Зети такво мјесто. По Јастребову је брдо Требач стари Дреп, а спомињао је и село Трепчи у Кучима. Митрополит недалеко од Тријебача, а од златичке црквине пола сата, налази мјесто Дрезгу, гдје се налазе развалине манастира и цркве. На темељу те цркве Пипери су подигли школу, а близу ње испод брда Вележник леже развалине манастира, и постоји калдрма из овог манастира до цркве. Непознато је коме је црква била посвећена, али сви оближи становници славе своје крсно име Аранђеловдан.
Иларион Шишојевић је по неким изворима био први владика зетског владичанства (1220—1242). По истим изворима завладичио га је 1220. године Свети Сава. Овај податак у својој Историји Црне Горе доноси митрополит Василије Петровић . 
Тамо у Зети је и свети Сава поставио првог архијереја Илариона Шишојевића године 6723 (прим. - по старом рачунању времена од почетне 5508. п. н. е.).
Манастир Врањина је саграђен по благослову Светог Саве, почетком 13. вијека, а саградио га је његов ученик Иларион , први владика зетски. По предању, Свети Сава је Илариона срео како чува овце са осталом сеоском дјецом, препознао у њему достојног ученика и повео га са собом у манастир Хиландар. Иларион се тамо замонашио. Са Хиландара је послат у тадашњу Зету, гдје је постављен за првог владику, са могућим сједиштем на Михољској превлаци. Након смрти Иларион је сахрањен у манастиру Врањина, на лијевој страни припрате, при зиду. Архимандрит Нићифор Дучић је писао да је Иларионова гробница била уздигнута један лакат изнад пода. Манастир су срушили Турци 1843. године. На бедреници те гробнице било је написано: здје престави се раб божи Иларије јепискуп зетски здатељ мјеста сего свјетаго... У истом реду је била и година, али се није могла прочитати. Биљешку о томе је имао митрополит Иларион Рогановић, који је као ђак био код игумана Исаије у Врањини. Павле Ровински је касније затекао половину те плоче, што потврђује истинитост биљешке митрополитове.  Он наводи податак да је Његош 1842. освојио Грахово, али због тога губи острво Врањину, које тада није имало скоро никакав стратегијски значај. Црногорцима је Врањина била битна само због манастира, основаног у доба Светог Саве.

## Краљ Стефан Твртко I Котроманић
Стефан Твртко I Котроманић је крунисан у манастиру Милешева, гдје су се налазиле мошти Светог Саве. Твртко је утврдио у жупи Драчевици у Топаљском заливу, град Свети Стефан 1382. године, који касније добија име Херцег Нови.

## Балша II Балшић
По свједочењу самих Балшића они своје поријекло доводе у везу са Немањићима. Балша II Балшић, из Скадра, у повељи Дубровчанима од 27. јануара 1385. између осталога пише :
... молитвама и мољењима светих мојих прародитеља Симеона Немање, првога мироточца српскога и светитеља Саве...
И његов брат Страцимир Балшић је поштовао култ Светог Саве, па је као монах добио име Сава.

## Косаче - херцези (војводе) Светог Саве
Западни и сјеверозападни дијелови данашње Црне Горе су раније били дио Херцеговине Светог Саве, а након припајања тих дијелова Херцеговине Црној Гори, тај крај, заједно са мањим дијелом у југозападној Србији, прозван је Стара Херцеговина. Стефан Вукчић Косача (око 1404 — 22. мај 1466) био је средњовјековни властелин и оснивач војводства Светог Саве, касније названог Херцеговина, по његовој титули херцег од Светог Саве. Неки од манастира у тој области су Савина код Херцег Новог, манастир Заграђе - задужбина Стефана Вукчића Косаче, манастир Свете Тројице код Пљеваља, у којем се вијековима чувала рука Светог Саве  и у којем се поштује кивот Светог Саве... Градови у Црној Гори који су раније били дио Војводства Светог Саве су у сјеверозападној половини данашње Црне Горе. То су: Херцег Нови, Никшић, Шавник, Плужине, Жабљак, Пљевља и Бијело Поље. Српски католички бискуп Иван Томко Мрнавић у својој књизи из 1630. - 1631. године Живот Светог Саве (Vita s. Sabbae), у којој похвално пише о њему, наводи податак да су Косаче хтјеле да се називају и буду чувари гроба Светог Саве. Зато на орнаменту породичног грба имају лава како носи кључ,  који представља кључ манастира Милешеве (који је тада био у Херцеговини Светог Саве), гдје су се тада чувале мошти светитељеве. Косачина титула и грб свједоче да је код Косача такођер постојао култ Светог Саве, а самим тим и на том простору, касније, проширене Црне Горе.

## Календар Ђурађа Црнојевића из 1494. године
Црквени календар Ђурђа Црнојевића за 1494. годину који је штампан на Цетињу, указује на култ Светог Саве на Цетињу и крајем 15. вијека. У календару су наведени ови српски светитељи: Свети Сава (14. јануара, Сави прваго архиепископа србскаго са црвеним почетним словом С), Симеон србски (Стефан Немања) (13. фебруара, Симеона србскаго, новаго мироточца, пуно црвено слово - велики празник), насљедник Светог Саве Арсеније I Сремац (28. октобра, Арсенија архиепископа, само црно слово) и Стефан Урош III Дечански (11. новембра, Стефана иже в Дечах, почетно црвено слово). Занимљивост је да је по том штампаном мјесецослову (календару) у тадашњој Зети, развијенији култ Стефана Немање (Преподобног Симеона србскаго) од Светога Саве. Док је Савин отац пуно црвено слово, тј. велики празник, Сава је само са почетним црвеним словом С. Међу свецима није наведен ни Јован Владимир (данас се слави 22. маја по јулијанском) као што у тадашњи календар као свеци још нису уведени ни остали Немањићи (Стефан Провјенчани, краљ Милутин и други), ни кнез Лазар (15. јун, по јулијанском). Не спомиње се ни свети Вид 15. јуна, тј. Видовдан, као ни Михољдан и Мратиндан.

## Божидар Вуковић
Божидар Вуковић Подгоричанин, Србин из Зете (како је сам о себи писао), оснивач друге по реду српске штампарије, приредио је и штампао на пергаменту 1538. у Венецији Празнични минеј (најскупоцјенију и најобимнију књигу старог српског штампарства) који садржи по један тропар и кондак Светом Сави, као и једну завршну вечерњу стихиру насловљену Слава Светом Сави.

## Максим Тујковић
Српски православни монах из Грбља, Максим Тујковић (1670.-1740), поред осталих Срба светаца у свом рукописном Мјесецослову (календару), наводи и Светог Саву српског.

## Култ Светог Саве у доба Петровића, аустроугарске окупације и Карађорђевића
Свети Сава је обилазио Зету, а о том обичају, да српски архиепископи и каснији патријарси канонски обилазе овај крај, је посвједочио и митрополит Данило Петровић: ...дошо у визиту у ове стране Свети и блаженејши господин патријарх пећски по старозаконом обичају...  Сачувано је неколико писама Петра I Петровића Његоша Карађорђу. У једноме од њих из 1807. године пише: ...сам Бог молитвами и ходатајством србских светитељеј будет нам помошчник.  На Цетињу је прва прослава Светог Саве као школске славе, забиљежена 1856. године. То је било у вријеме владавине књаза Данила. По сачуваним документима, код Примораца се Свети Сава организовано славио као патрон тих организација и мјесних школа и раније: у Рисну већ од 1835, Бијелој 1824, Морињу 1845, Котору 1839. па се може претпоставити да су светосавске школске свечаности и на самом Цетињу старије од 1856. Црква Светог Саве у Ераковићима је подигнута 1886. године, а освештао ју је Митрофан Бан 1898. године, како пише у својим мемоарима, у славу српског просветитеља. Освештавању су присуствовали књаз Никола и син му Петар. Никола I Петровић Његош је 1896. цетињској основној школи даровао велику икону Св. Саве. Он је 1912. као краљ написао Пјесму Светом Сави. 
Глас Црногорца је 1898. године објавио допис о прослави Савиндана у Никшићу. Исти лист описује у броју од 26. јануара 1902. године прославу Савиндана у Подгорици, како су дјеца пјевала Ускликнимо с љубављу, а око иконе Светог Сав су од ловора била 4 слова С - што означава: Сама слога Србе спасава. 1907. године Глас Црногорца је објавио Правила о грађењу школа и намјештају школском. Члан 24. је гласио: У намјештај долази још и икона св. Саве и слика владарева, које свака учионица треба да има.  Цетињски вјесник је 1909. године писао о Светосавској прослави. Из текста чланка се види да су тај дан све школе и просвјетне установе у Црној Гори прослављале првог српског архиепископа. Описан је ток прославе на Цетињу. Након литургије одржана је светосавска прослава у мушкој основној школи. По обичају се прво вршило водоосвећење, потом је ђачки хор пјевао химну Светом Сави, а уследило је низ декламација и патриотских пјесама, које су изводили ученици основних школа. Школске прославе Св. Саве на Цетињу и широм Црне Горе, настављене су, без прекида и под аустроугарском окупацијом, као и у вријеме владавине династије Карађорђевић.
Српски владика Американско-канадски Мардарије Ускоковић, који је родом из Корнета код Подгорице, је у посланици за Васкрс 1935. године говорио о својој болести и чудесном оздрављењу. Иако му је доктор предвиђао још пар дана живота, молио се Богу да још поживи, да заврши послове изградње свете обитељи у Либертивилу. Између осталога је говорио: Остави ме на земљи још неко вријеме, да још више украсим манастир великог угодника Твога, Светога Саве... 

## Култ Светог Саве од италијанско-њемачке окупације и владавине комуниста до данас
Иако су италијанске окупационе власти у Црној Гори у лист Глас Црногорца, по први пут у његовој историји, увели и латиницу, курс италијанског језика... за Савиндан је испоштована црквена традиција и објављен је похвални текст митрополита Јоаникија (ћирилицом) о Светом Сави, као и пјесма у част светитеља. У сриједу 27. јануара 1943. године у Народном позоришту на Цетињу је одржана светосавска прослава. Антикомунистички говор је одржао студент Петар Вукмировић, који је споменуо да се прошле године Бог на Србе наљутио и да их је оставио дух Св. Саве, па се Савиндан није славио, јер је тај дух уступио мјесто комунистичкој хорди. Прослави је присуствовао већи број италијанских официра и функционера, а за прошлогодишње нарушавање светосавске традиције, Вукмировић је оптужио неупућену и неискусну омладину, која је била заведена од гробара и народних злотвора (комуниста). Школска прослава Савиндана и вјеронаука су у Црној Гори укинути по завршетку Другог свјетског рата и доласка комуниста на власт. Тада је и од комуниста убијен митрополит Јоаникије Липовац, којег су нове власти доживљавале колаборационистом са италијанским окупатором. Посљедња забиљежена школска светосавска свечаност на Цетињу је она из 1946. у Цетињској гимназији. Прослава Светог Саве ни до данас није враћена у школе Црне Горе, за разлику од Србије и Републике Српске. Савиндан се данас у Црној Гори обиљежава литургијама у храмовима и културно-умјетничким програмима које организују углавном национални Срби у Црној Гори и владичанства СПЦ. При храму Светог Спаса на Топлој (Херцег Нови) постоји Српско пјевачко друштво Свети Сава. Трг од ћирилице је културно-духовна манифестација која се одржава љети у Херцег Новом и другим градовима Црне Горе (Цетиње, Бар), а чува и одржава вишевјековно светосавско насљеђе на тим просторима. Свештеник Немања Кривокапић је 14. августа 2021, у име Архијерејског намјесништва которског, свештенику Мијајлу Бацковићу, при одласку на нову функцију, са горњогрбаљске парохије у Никшић, поклонио икону Светог Саве. У Темељном уговору између СПЦ и Црне Горе, који је након много оспоравања, проблема и одгађања од стране власти у Црној Гори, потписан 3. августа 2022., у 10. члану се православним вјерницима омогућава нерадни дан код послодавца на Савиндан. Митрополија црногорско-приморска је регистровала Православну гимназију Светог Саве у Подгорици, која почиње са радом школске године 2023/2024., а поред осталих гимназијских предмета је предвиђено да и Вјеронаука буде један од предмета. О култу Светог Саве у Подгорици, на основу старијих (Глас Црногорца, Просвјета и Зета) и новијих листова (Светигора) из Црне Горе, писала је Смиља Влаовић.

### Напади на култ Светог Саве
Неканонско политичко-вјерско удружење под називом Црногорска православна црква је из свог „црквеног” календара избацила Светог Саву, иако се позива на Црногорску цркву из периода Петровића, која је славила и Светог Саву и остале српске светитеље. У которској Гимназији се 2021, у кабинету за некада српско-хрватски, а сада црногорски, српски, босански и хрватски језик налазила слика Светог Саве. Просвјетна инспекција је, под видом борбе за секуларно школство, школи дала рок од три дана да је уклони, због негодовања једног родитеља, који ју је свјетлописао (фотографисао) и послао једном подгоричком медију и који се званично није у вези тога обраћао школи. По тврдњама бившег директора Мирка Масловара (био је директор од 1982.-2011), она се ту налазила и 1984. при усељењу Гимназије у ту зграду и до 2021. није било притужби родитеља, наставног особља нити просвјетне инспекције, за ту или десетине других слика писаца народне и средњовјековне књижевности. Додао је и да се ради о слици, а не црквеној икони. Управа школе је одбила уклонити слику Светог Саве. Пропагандиста несрпског црногорства, Мирослав Ћосовић, који није историчар, због чињенице да се у Црној Гори и у школама слави Свети Сава као школска слава од 1856., јавности пласира лаж да је тим чином убачен (импортован) култ Светог Саве у Црну Гору. Тиме је тај култ само ојачан и представља континуитет тог култа у историји Зете и касније Црне Горе, до доласка на власт комуниста, који насилно избацују тај култ из школа, заједно са Вјеронауком и почињу расрбљавање Црногораца. У тексту Заборавили су да је наш пастироначелник Исус Хирстос Мираш Дедеић оспорава Светом Сави канонску исправност при настанку Српске православне цркве. При томе се и у наслову текста и у самом тексту једном наводи, неисправно - Хирстос, а други пут Христос.

## Лијева шака Светог Саве у манастиру Свете Тројице код Пљеваља
По једном црквеном предању, нису цијеле мошти Светог Саве спаљене у Београду. Наводно је сачувана његова лијева рука, која се до 2007. године чувала у манастиру Свете Тројице код Пљеваља, да би тада била враћена у Милешеву.

## Цркве у Црној Гори, посвећене Светом Сави и фреске са његовим ликом
Манастир Врањина је некада имао три храма, од којих је један био посвећен Светом Сави. Данас постоји само један, посвећен Светом Николи. За манастир Савину се често мисли да носи назив по Светом Сави српском. Црквицу Светог Саве Освећеног изнад манастира Савине и изван манастирског комплекса , која је старија од самог манастира, је по предању подигао Свети Сава и посветио је Светом Сави Освећеном, свецу по којем је добио монашко име и у чијем је манастиру био. Савина има старији мањи и новији већи храм, оба посвећена празнику Успења Пресвете Богородице. У мањем храму је фреска Светог Саве, а у ризници манастира се чува кристални крст Светог Саве, који се повремено износи на цјеливање вјерницима.
Од свих владичанстава Српске православне цркве, цркве посвећене Светом Сави су најбројније у митрополији црногорско-приморској, а унутар ње су најбројније на приморју. Тако, поред манастира Савине код Херцег Новог, имамо манастир Светог Саве (Савина главица, Грбаљ), храм Светог Саве у манастиру Градиште (Паштровићи), као и храмове Светог Саве у Ераковићима (Његуши), у Крајном Долу, Ћеклићи, у Тивту, у селу Клинци - Луштица, у Херцег Новом, Доњем Морињу, у Ђенашима, Паштровићи, на брду Светог Саве, Крстац, Паштровићи, у селу Фрутак код Даниловграда, као и порушени храм Светог Саве у Годињу (Црмница). До 1944. године, Цетињска богословија је била смјештена у манастирском конаку, у народу названом Биљарда, а богословски параклис Св. Саве налазио се у југоисточној кули у Биљарди.
У Црној Гори постоји и новији манастир Светог Саве на планини Голији. У Будви, из које је Свети Сава бродом пловио ка Светој Земљи, је црква Светог Саве Освећеног из 12. вијека. У селу Орах је најстарија црква у Пиви и посвећена је Св. Сави. Некада је била саборни храм за Пиву, Голију, Гацко и Рудине. Сматра се да је грађена између 12. и 14. вијека. У селу Орлина код Никшића је црква Светог Саве.
Од фресака са његовим ликом најстарија је у манастиру Морачи. Манастир је саграђен 1252. Остале фреске са његовим ликом су у селу Орах у Пиви, такође из 13. вијека, манастир Ђурђеви ступови код Берана, манастир Градиште код Петровца на мору, манастир Прасквица код Светог Стефана, манастир Острог гдје се у цркви у којој су мошти Светог Василија, изнад улазних врата налази фреска са ликом Светог Саве из 17. вијека... Митрополит црногорско-приморски Јоаникије је 26. марта 2023. освештао мозаике Св. Саве и архангела Михаила на звонику цркве Светог Николе у Улцињу , а 2023. у Подгорици почиње изградња цркве Светог Саве и поред ње, православне Гимназије Светог Саве. 6. јуна 2023. митрополит Јоаникије, са владикама будимљанско-никшићким Методијем, милешевским Атанасијем, херцеговачким Димитријем и ремезијанским Стефаном, освештао је и положио камен темељац за изградњу Саборног храма Светог Саве на Жабљаку.

## Топоними по Светом Сави и легенде о њему
У вријеме Ровинског, народ у Црној Гори је мислио да је старосједиоце (у односу на бројније - придошле) притисло неко проклетство, због чега им број не расте. Тако су становници Вељега (дио  Његуша) у том крају најстарији, и како су и раније и тада имали 7 кућа, сматрано је да је то због проклетства Св. Саве или Св. краљице. По казивању локалних житеља Дурмитора, у том крају је некада био један манастир, који је након клетве Светог Саве пропао у земљу.  У Кучима је постојало народно вјеровање да је Свети Сава, разљућен гријесима становника проклео неко драгоцјено благо да се више не би видјело.  По легенди, колера се ширила од Скадра и стигла је до Шестана. Стигла је у Марковиће, данашње Караникиће. Срећом, ту се нашао Свети Сава и он лупивши шаком на једну стијену нареди: Овдје стани! Колера заиста ту стаде, а утиснута шака Светога Саве на тој стијени остаде до данашњих дана. Лазар Томановић у својим путописима по Боки и Црној Гори спомиње народно предање да је изнад Пераста, у голој стијени, извор живе воде, за који је народ говорио да га је Свети Сава извео.  У Грађанима код Цетиња наводи 4 извора, од којих један носи име Светога Саве.  На Дурмитору је један од најпознатијих врхова Савин кук (раније се ту народ из Дробњака и Пиве окупљао на Велику Госпојину), а у близини је и извор воде који се зове Савина вода (2212 m), која по легенди настаје чудом Св. Саве. У Кучима је једна јаруга, за коју се говорило да је некада била ријека, али је била Светом Сави препрека при великој потреби, и он ју је проклео. Ровински наводи да је сличних прича о Светом Сави у Црној Гори много.  Неки су приписивали откриће воде неком свецу. Тако се и Савина вода и Савино језеро на Дурмитору приписује Св. Сави. Остали називи по првом српском архиепископу су: Савина, Савиница, Савина греда, Савина стопа, Савин извор, Савин поток, Савина страна, Савино почивало, Крш (камен, камено узвишење) Светог Саве у селу Грађани...  Митрополит црногорско-приморски Амфилохије Радовић, којег су неки у Црној Гори оптуживали да жели да посевтосави Црну Гору, освештао је споменик у спомен на народну легенду о Почивалу Светог Саве, у кучком селу Кржања. Луштица је дио приморја у којем су сачувана нека народна предања о Светом Сави, који је боравио у том крају. Сава се, по тим причама, помолио у цркви Свете Петке и освештао је храм Светог Николе, а благословио је да свака кућа на Лутшици прославља Светог Николу као крсну славу. То је данас скоро једина слава на Луштици. 
Легенда каже да је благословом Светог Саве, код цркве Св. Николе на Луштици настао базен, односно убли са водом, који и данас постоји поред цркве и чија се вода користи. По неким изворима, црква је некада имала фасаду у црвеној боји, налик манастиру Жичи. Изнад Светог Стефана у Паштровићима је Брдо Светог Саве, на чијем је врху црква Светог Саве од 1864. године. Назив брда је могуће настао због цркве посвећене Светом Сави. Павле Ровински је записао да у Црној Гори о Светом Сави има много анегдота, посебно везаних за неки локалитет, као Савин кук, Савина вода на Дурмитору, чак се и једна биљка по њему тада називала - Савин лук. Ровинском је записао једну народну легенду из Црне Горе о Светом Сави. По њој је ишао Свети Сава кроз Црну Гору и свратио на конак код неког чобанина. Сава га је исправио и научио како исправно да се моли Богу. Чобанин је то заборавио и кренуо је за Савом, да га упита, а овај је већ бродом отпловио на мору. Тада је чобанин на својој кабаници допловио до Св. Саве, да га пита што је заборавио, како да се моли, а Сава, видјевши га да плови на кабаници, му је рекао: Ајде, па онако како си научио, тј. није важно како се молиш само да је то искрено. Народна легенда у Пиви је говорила о догађају како је Свети Сава васкрсао једну дјевојчицу.
Народно предање везано за Градину у Мартинићима говори да је ту, гдје је стијена Лајови кочеви и гдје је некада био манастир, рођен Свети Сава. Његова мајка Ана је, по тој причи, пред порођај ишла ка женском манастиру Светог Трифуна да се породи, а како су ту биле монахиње, дијеве, ђеве, по томе је брдо добило назив Ђевић град. Ту је био главни пут од Скадра ка Никшићу (Оногошту) и Дубровнику. Да би се обезбједила Градина у Мартинићима, ту је била војна база стављена на Ђевич град. Ту су остаци мање и веће цркве. У великој су биле монахиње и манастир. Ана се породила у близини Ђевич града, код једног камена у облику пирамиде. Дијете је окупано водом са оближњег извора, које је прозвано Родовац, јер је новорођени Растко ту окупан. Извор и данас постоји, а камен поред којег је Растко наводно рођен је висок 10-15 метара и зове се Материн крш, а други назив је Родов трн. При доласку водарица (жене које су носиле воду), Ана им је рекла да се жупану родио син, а оне су је даривале дивљим јабукама које су се звале трноваче, па је отуда и назив Родов трн. Иза су и Раткове баре, код извора. По Растку - Раткове баре. Временом је, због лакшег изговора говорено Раткове баре и Ратковица.
О народним умотворинама везаним за Св. Саву, писао је 1896. у Лучи, цетињски просвјетни радник Ђуро Шпадијер. Павле Ровински је записао да у Црној Гори Светог Саву и Три јерарха поштују, али да њихово празновање није праћено никаквим обредима. Св. Саву у задње вријеме са посебном свечаношћу прослављају у школама, а преко школа, слављење све више и више улази у народ. Иначе га обиљежавају само зато што се тада знатно продужава дан, што сунце јаче сија, што је земља топлија, јер Св. Сава ужарени ражањ у земљу је забо. Ровински је записао и народну легенду у Црној Гори, да 14. јануара (када се по јулијанском календару Св. Сава слави) он забоде врућ ражањ у земљу и од тад она почиње да се загријава, а у исто вријеме Сунце почиње јаче да грије. Постојала су и народне легенде о Светом Сави, ђаволу и вуку, Светом Сави као раднику (Ровинском је то испричао Петко Гавиловић из Загарача) и легенда О настанку Црног језера на Дурмитору. По тој легенди, Сава је проклео манастир похлепних монаха и на том мјесту је настало Црно језеро. Извор у близини манастира Савине код Херцег Новог се такођер, као и оближња црква Св. Саве, повезује са Светим Савом.

## Свети Сава као крсна слава
Савиндан као своју крсну славу слави неколико десетина братстава, посебно у дурмиторском крају и Потарју, а славе га и неке римокатоличке породице на Приморју (на примјер Зградићи из Сутомора). На Цетињу је у доба Ровинског била породица досељена из Херцеговине, која је тада, крајем 19. вијека, већ око 100 година славила Св. Саву као крсну славу. Та слава се проширила у дурмиторском крају, након спаљивања моштију Светог Саве. Тада су се, по сачуваном усменом предању, многи завјетовали да ће га славити као своје крсно име.

## Савица, пост пред празник Светог Саве
Савица или Савина Неђеља седмодневни је завјетни, а не обавезни, пост локалног карактера у Српској православној цркви. Пости(ло) се пред празник Светог Саве. Поред држања овога поста у Пећком крају, он је био присутан и на тлу данашње Црне Горе. Гојко Перовић наводи податак да се у селима близу Цетиња до данас пости светосавски пост, од Јовањдана до Савиндана , а и покатоличени Шестани из села Марстијеповићи (код Бара) су још дуго, и као католици, одржавали Савину Неђељу постећи и чувајући култ светог Саве.

## Службе и пјесме у славу Светог Саве
У Цетињском манастиру, од 85 рукописа од краја 13. до половине 19. вијека, чувају се и два рукописа који садрже Теодосијеву Службу Светом Сави. Први рукопис је Минеј за јануар (из 70-их или 80-их година 16. вијека) који има и Службу Св. Сави, а други је Октоих првогласник (из 1550./60.) који у додатку има Теодосијеву Службу Св. Сави. Служба садржи малу вечерњу, велику вечерњу и упутство ако служба падне у недељне дане. На крају је канон Св. Симеону и Св. Сави. Књига је била приложена манастиру Пива 1742. Оба рукописа су, са око педесетак других рукописа, по наредби књаза Николе Петровића 1885, пренесена из Пиве у Цетињски манастир. Гувернадур Јован Радоњић је у тестаменту од 4. јануара 1804. манастиру Острог приложио два цекина и књигу Службе Сербскијех Светитељах.
Србину католику из Бара, пјеснику Милу Јововићу је у сомборском Голубу 1897. године, поред осталих, објављена и пјесма-акростих Светоме Сави. Када се читају прва слова сваког стиха добије се: Свети Сава српска слава. Никола I Петровић Његош је 1912. као краљ Црне Горе, написао Пјесму Светом Сави. У њој је поред осталих строфа записао:
Српска црква би плакала

да се Растко не појави,

српској књизи и просвјети

кам темељац он постави.

и завјешта у аманет

да се Срби слогом вежу,

да туђину рад неслоге

и трвења не подлежу.

Ка анђео из њедара

божанствених он излеће,

да му рука света сади

по ливади српској цвјеће.

Глас Црногорца је под италијанском окупацијом 1943. године, за Савиндан, на ћирилици објавио и похвалну пјесму Светитељу Сави. Даница Црногорчевић у пјесми из 2020. године, Православље Црном Гором блиста, у једном стиху спомиње Светосавље: Црна ал' ти образ свјетли, Горо имаш народ Свети, Што подноси, трпи лавље, Да очува Светосавље.
Будимир Алексић у раду Свети Сава у пјесмама књижевника из Црне Горе, даје преглед аутора којима су Свети Сава и светосавље били инспирација.

## Сава као лично и монашко име
Главничка плаштаница је направљена од монаха Саве из Главнице у 14. вијеку. Град је касније добио име Балш по Балши II Балшићу, који је ту и погинуо (Битка на Саурском пољу). Страцимир Балшић се у монаштву звао Сава. Са надгробне плоче уз јужни зид цркве Св. Архангела у Призрену се види да му је монашко име било Сава. Текст гласи: ...дан, представи се монах Сава, а мирски назван Страцимир Балшић и вјечна му памет у љето 1372.
У вријеме митрополита цетињског Руфима II Бољевића (митрополит од 1662. — 1685), свештеник у Подгорици је био поп Саво. По смрти митрополита Висариона (†Цетиње, 1692), управу над митрополијом је вршио, до избора новог митрополита, игуман Цетињског манастира Сава, каснији митрополит Сава Очинић.
Патријарх српски Максим Скопљанац у писму (из Пећи) кнезу Вражегрмаца Раичу, од 5. октобра 1667. године, потврђује земље које је Свети Василије Острошки купио за манастир Острог. Купио је Вели До у Савје Лаковића за 12 и по гроша. Отац Саве Владиславића, Лука, је пратио Светог Василија у Пећку патријаршију и назад, а том приликом је богато даривао манастир Острог. Сава Владиславић је на граници Русије и Монголије изградио град Троицкосавск са црквом Светог Саве. Градић је и добио име по цркви Светог Саве српског, која је била у средишту насеља. Свети Василије је рођен у Поповом пољу, а Вицко Змајевић у једном писму од 25. јула 1721. године спомиње да је ту (у Попову) на служби био католички поп Saba Lupi, добрих врлина, око 40 година стар, питомац сјеменишта у Ферму, од родитеља шизматика (православних)..
Митрополит Данило је 1711. године учествовао у бојевима са својим војводама од Његуша, са рођеним братом кнезом Радетом Петровићем, његовим синовцем сердаром Савом Петровићем и другима... Херцеговачки митрополит и каснији далматински владика Саватије Љубибратић (+1716) је једно вријеме живио у Савиној пустињи, близу Херцег Новог. Поред чешће помињаних мушких имена Саво/Сава, постоје и женске варијанте тог имена - Сава и Савица. Једна Сава, каснија монахиња Ана, је била жена Стефана (родослов династије Петровић-Његош), а мајка Саве Челебића се звала Савица. Двојица цетињских митрополита су имали монашко име Сава: Сава Очинић (умро је 1697) и Сава Петровић Његош (1702.-1781). У доба Саве Петровића, 1754. године, православац Михо Савин се оженио католикињом Маре. Иако је вјенчање било по православном обреду, власти су забраниле православном попу у Котору да се она причешћује код православаца. Митрополит Сава је због тога негодовао. Руска влада је у фебруару 1788. године на Цетиње послала мајора Саву Мирковића, Србина, да припреми Црногорце за рат против Турака. 
Сердар Саво Пламенац је био изасланик митрополита Петра I у преговорима са скадарским везиром Тахир-пашом 1809. године  као и у Бечу, када је 1814. године молио Русе да се Бока припоји Црној Гори.  Петар I га спомиње у писму Црмничанима од 17. септембра 1818. године као свог сарадника и  господина, који треба да их савјетује и моли их да га послушају (да дају вјеру, да неће нападати једни друге).  Павле Ровински је пишући о Светом Сави, констатовао да је у Црној Гори много људи овога имена, иако га не славе као крсно име. Он из старих писама спомиње за 1761. годину Савич Иванов, а у 1764. години су споменута два сина Милоша Шпадијера, Сава и Коица, који су манастиру на Цетињу продали дио своје земље. У својој Етнографији Црне Горе, Ровински спомиње и неке сердаре и кнезове: ...Саво Марков... Спасоје Савићев... Саво Лукин... у Спужу спомиње (1883.г.) Саву Мећикућића, Саву Радуловића из Комана, а половином 19. вијека је рођен веома успјешан видар (народни љекар) Саво Новичин.
Јунак Битке на Граховцу (1858.) Саво Томов Миловић је поставио црногорски барјак на мјесту шатора Хусеин-паше, а на том мјесту је саграђена Вазнесењска црква. Саво је имао привилегију да касније буде сахрањен пред црквеним вратима.
Цеклински сердар 1861. је био Саво Јовићевић. Морачки храбри барјактар је био Оташ Савин. Поп и учитељ у Дугом Долу са Његуша је у доба Ровинског био Саво. И крајем 19. и почетком 20. вијека је у Бољевићима живио један други Сава Пламенац, брат Јована Пламенца. Један од потписника у писму брђанско-херцеговачких главара од 1. априла 1815. године, аустријској власти у Котору, био је сердар Мијушковић Сава од Пешиваца. Герасим Зелић је у свом Житију из 1823. године записао да је у његово вријеме у Маинама код Будве (Приморци) још био жив стари парох Сава Тановић, а спомиње и архимандрита Саву Љубишу из Паштровића. Сава Љубиша је био игуман манастира Прасквице и дјед будућег цетињског митрополита Висариона Љубише. Један од духовника задужбине Немањића, манастира Мораче, био је Сава Морачанин. Син кнеза Николе Данило је Сави Краљевићу из Цеклина, из забаве, запалио бркове, након шту му је дао цигару напуњену барутом. Након тога је Сава провео 16 мјесеци у подруму двора, док му нису нарасли нови бркови.
Нијемац Курт Хасерт је крајем 19. вијека објавио двије књиге о Црној Гори. Драго друштво му је био солидно образовани поп Саво.  Спомиње попа Саву Рубежића из Плане.   Једно од три братства села Марстијеповићи (покатоличено племе Шестани) су Савићи. Потомци Савића су по предању, од Сава из Куча, којег је једна породица, која није имала дјеце, посинила. Ђоко Дабовић у својој књизи о Шестанима, поред шестанског братства Савића, спомиње и хајдука Саву Гавровог Вуксановића, сердара Саву Јововића, Ника Савова, перјаника Саву Буторова и попа Саву Вујовића. Саво Ивановић, тајник Црногорског сената  и каснији политички емигрант, у Осијеку је објавио 1898. године књигу Неколико крвавих слика из албума Петровић-Његошевог дома. Сава Шекарић је 1899. године био један од приложника из племена Бањани, за изградњу дома умоболних. Саво Дабановић, угледни Баранин и прије ослобођења града од Турака, био је од 1900. године Управитељ града. Његушки капетан, који је умро 1903., био је Саво Радоњић.
Саво Рогошић из Подгорице је 1910. био један од акционара Никшићке пиваре, а Видак Савов Перовић из Брезовика је умро на броду 1909. године, на повратку из Америке (спуштен је у океан). Глас Црногорца је у 7. броју за 1910. годину, поред осталих, објавио и два огласа у којима Саво Ж. Стојановић Цуца оглашава четрдесетодневни помен супрузи Стани у православној цркви у Улцињу, а породица преминулог једанаестогодишњег Саве Ђурашковића из Оћевића благодари свим добротворима. Саво Барац и саборци су 1913. године објавили помен у Гласу Црногорца о парастосу својим погинулим ратним друговима. Један од погинулих на Тарабошу, Луарзу и Широчком вису, 1912.-1913. био је и Саво И. Перишић. Приморци Паштровићи Саво Греговић и Саво Перазић су, поред осталих, били 1914. године добровољци у рату, на страни Србије.
Саво Распоповић и Саво Челебић су били присталице политике краља Николе, да се Црна Гора не сједини са Србијом 1918. године. Седморица Сава, народних посланика и учесника Велике народне скупштине српског народа у Црној Гори били су: Саво Церовић - члан великог суда, Саво Фатић - адвокат, Саво Спасојевић - секретар Министарства спољних послова, Саво Пауновић - племенски капетан у пензији, Саво Вукојевић - свештеник, Сава Драговић - бивши судија и Сава Дивановић - банкарски чиновник. Једна од 30 жртава присталица уједињења, страдалих у Божићној побуни, почетком 1919. године на Цетињу, је био војник из Куча Саво Поповић. Он и његови другови, погинули за уједињење, су имали на Цетињу споменик-обелиск, на мјесту гдје су покопани. Окупационе фашистичке власти су уз сарадњу са сепаратистичким комитетом, споменик срушиле 1941. године, комунистичке власти га нису никада обновиле, а црногорска власт је 2011. године направила ходну стазу по костима 30 младих људи и поред упозорења неких људи да се не скрнави гроб ових омладинаца, жртава братоубилачког сукоба. Глас Црногорца, који је тада излазио у Француској, је крајем 1919. године навео списак Црногораца које су србијанске власти затвориле у Јусовачи, тамници у Подгорици. Међу њима су, од људи који су се звали Саво, били од цивила: Саво П. Вулетић - бивши министар и адвокат из Подгорице, Саво Кривокапић - народни посланик из Цуца, Саво Пламенац - управник царинарнице из Црмнице и Саво Кустудић из Никшића. Од официра и војника: Савић Батрићевић - капетан из Бјелопавлића, Саво Бојанић - потпоручник из Љешанске области, Саво Кривокапић - поручник из Цуца, Саво Јанковић - перјаник из Загарача и Саво Пејовић - подофицир из Љешанске области.
Православни поп Сава Накићеновић (1882-1926) из мјеста Кути код Херцег Новог је писао и о Цркви Светог Трифуна у Морињу, да су се око ње спорили православни и католици. Преподобном Симеону Дајбапском је свјетовно име било Саво Поповић. Италијански окупатор у Црној Гори је 1941. године, међу оптуженима за кршење Наредбе о ноћном кретању имао и Перовић Иву, покојног Саве и Мартиновић Саву, са Цетиња, као и Ђорђевић Саву из Подгорице. У вријеме италијанске окупације, о Његошевој капели на Ловћену је бринуо Саво Н. Радоњић. Свештеник из Боке Саво Пејовић је јавно осуђивао комунистичко безбожништво, па су га комунисти убили крајем марта 1942. године, на путу за Поборе, гдје је ишао да служи вјерски обред. Један од народних хероја комунистичке Југославије био је Сава Ковачевић. Отац Чедомира Чупића се звао Саво.